# Urotropina
Urotropina (heksametylenotetramina, HMTA) – organiczny związek chemiczny, wielopierścieniowa amina trzeciorzędowa.

## Otrzymywanie
Otrzymuje się ją w wyniku kondensacji amoniaku z formaldehydem (aldehydem mrówkowym) w środowisku alkalicznym podczas reakcji:
6 CH2O + 4 NH3 → C6H12N4 + 6 H2O

## Właściwości chemiczne
Heksametylenotetramina jest słabą zasadą organiczną o zasadowości ok. milion razy słabszej od trójetyloaminy (Et3N). Stosowana jako katalizator nukleofilowy np. w reakcji Baylisa-Hillmana oraz jako reagent do formylowania związków aromatycznych (reakcja Duffa) i do syntezy amin pierwszorzędowych z halogenków alkilowych (reakcja Delépine'a).

## Zastosowanie
W formie tabletek używana jako paliwo turystyczne do podgrzewania potraw w warunkach polowych (podobnie jak trioksan).
Stosowana w przemyśle tworzyw sztucznych jako substrat do produkcji żywic fenolowo-formaldehydowych (bakelitu).
Jest półproduktem do otrzymywania materiałów wybuchowych inicjujących (HMTD – nadtlenek urotropiny) i kruszących (heksogen, oktogen).
Używana również jako inhibitor trawienia w kwaśnych kąpielach trawiących i czyszczących.
Urotropina jest stosowana również jako konserwant. Jego numer jako dodatku do żywności to E 239.

### Zastosowanie w medycynie[10]

#### Działanie
W lecznictwie stosuje się ją rzadko jako środek bakteriobójczy, w celu odkażania dróg moczowych. Urotropina w kwaśnym środowisku moczu hydrolizuje do toksycznego dla drobnoustrojów formaldehydu. W celu wzmocnienia działania stosuje się, równocześnie z urotropiną, witaminę C (kwas askorbinowy). Działanie przeciwbakteryjne tego leku jest słabe, ale jego zaletą jest niezdolność bakterii do rozwinięcia oporności. Stosowana obecnie najczęściej w postaci tabletek dojelitowych (co zabezpiecza urotropinę przed rozkładem w żołądku), które zawierają jej sole z kwasami migdałowym lub hipurowym. W moczu reszty kwasowe ulegają odłączeniu i zakwaszają środowisko, co warunkuje działanie urotropiny. Urotropina jest też stosowana zewnętrznie w dermatologii jako środek przeciwpotowy (stężenie 5 – 25%) ponieważ wykazuje działanie hamujące aktywność wydzielniczą gruczołów potowych.

#### Wskazania do stosowania
- zakażenia dróg moczowych
- nadmierna potliwość skóry stóp i dłoni.

#### Przeciwwskazania
- nadwrażliwość na urotropinę.

Postaci leku stosowanych na skórę nie wolno stosować na otwarte rany, powierzchnie ciała pozbawione naskórka, owrzodzenia oraz na błony śluzowe.

#### Działania niepożądane
Przy stosowaniu w zakażeniach dróg moczowych:
- uczucie pieczenia i parcia na mocz
- podrażnienie błon śluzowych.

W leczeniu nadmiernej potliwości:
- miejscowe odczyny alergiczne skóry

#### Dawkowanie
Zakażenia dróg moczowych: maksymalna dawka jednorazowa wynosi 1 gram, natomiast maksymalna dawka dobowa wynosi 4 gramy.
Nadmierna potliwość: preparaty płynne lub półpłynne nanosi się przed snem na umyte, lekko wilgotne stopy, a następnie zakłada obcisłe skarpety lub wciera i pozostawia do wyschnięcia. Rano należy niezwłocznie umyć stopy. Nie należy stosować częściej niż 1–2 razy w tygodniu. Po uzyskaniu poprawy stosować co 14–20 dni.

#### Preparaty
Dostępne w Polsce preparaty proste:
- Pedipur – puder leczniczy 200 mg/g; 1 butelka, pojemnik lub tuba 40 g lub 60 g
- Stoppot – puder leczniczy; 1 pojemnik 30 g

Dostępne w Polsce preparaty złożone:
- Dezorol – (Urotropina + mentol + kwas salicylowy) płyn (20 + 10 + 10 mg)/g; 1 butelka 100g
- Urosal – (Urotropina + salicylan fenylu) tabletki (300 + 300 mg); 20 szt.